# Balbínův pramen
Balbínův pramen v Mariánských Lázních je slabě mineralizovaná železnatá kyselka. Zlepšuje prokrvení těla, periferie i vnitřních orgánů. Velmi vhodné i pro kardiovaskulární aparát. Využívá se pro vysoký obsah minerálních solí a huminových kyselin pro minerální koupele. Pro pitnou léčbu se nepoužívá, lze ho však používat jako stolní minerální vodu.
Dříve se jmenoval Rašeliništní pramen, protože pramení na okraji rašeliniště asi kilometr západně od Mariánských Lázní směrem na Valy.

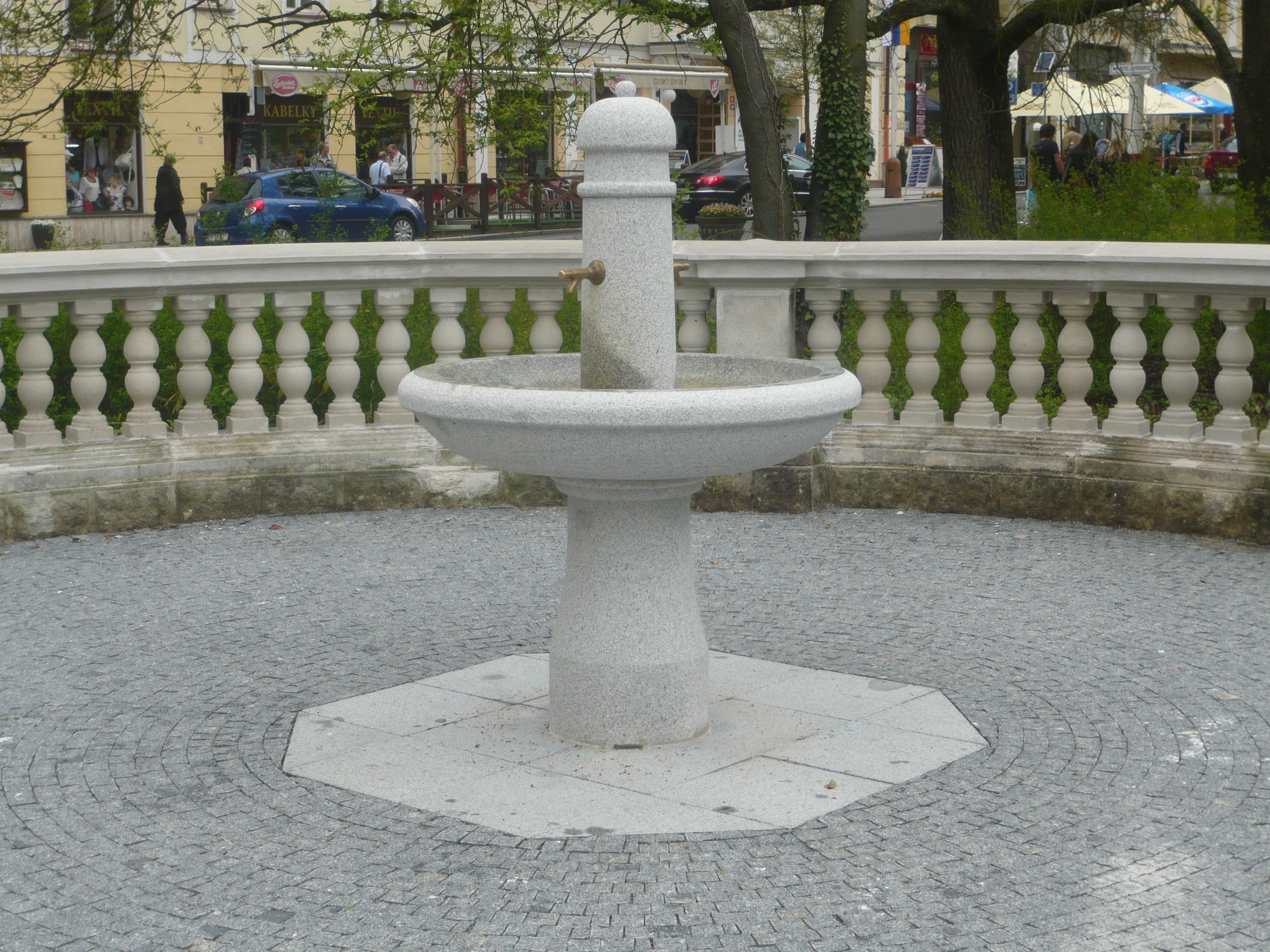
Nový vývěr Balbínova pramene

Otevírací doba: Volně přístupný

## Historie
Jeho původ je v rašeliništích či slatiništích. Vyvěral do dvou dřevěných kruhových pavilonků. V roce 1900 byl tento pramen vyveden ke koupelím do Nových lázní. Po roce 1950 bylo vedení zrušeno, ale v roce 1996 zase znovu obnoveno. Dříve nazýván slatiništní a přiváděn do lázní ke koupelím. Svůj dnešní název získal po druhé světové válce po Bohuslavu Balbínovi, který zdejší kyselky popisoval v roce 1679. Jeho dokumentace je dodnes velmi cenná.